# Solène Avoulète
Solène Avoulète, född 13 februari 1999, är en fransk taekwondoutövare.

## Karriär
I augusti 2018 tog Avoulète guld i +73 kg-klassen vid U21-EM i Warszawa. I maj 2019 tävlade Avoulète i +73 kg-klassen vid VM i Manchester, där hon blev utslagen i åttondelsfinalen av polska Aleksandra Kowalczuk. I september 2019 tog Avoulète sitt andra guld i +73 kg-klassen vid U21-EM i Helsingborg. Följande månad tog hon silver i +73 kg-klassen vid militära världsspelen i Wuhan efter en finalförlust mot uzbekiska Svetlana Osipova.
I maj 2022 tog Avoulète brons i +73 kg-klassen vid EM i Manchester. I november 2022 tävlade Avoulète i +73 kg-klassen vid VM i Guadalajara, där hon blev utslagen i åttondelsfinalen av israeliska Dana Azran. I juni 2023 tävlade Avoulète i +73 kg-klassen vid VM i Baku, där hon blev utslagen i kvartsfinalen av brittiska Bianca Cook. Samma månad tog Avoulète även brons i +73 kg-klassen vid europeiska spelen i Kraków-Małopolska.